# Nord Bretagne DO
Nord Bretagne DO este o arie protejată (arie de protecție specială avifaunistică — SPA) din Franța întinsă pe o suprafață de 283.200 ha, integral marine.

## Localizare
Centrul sitului Nord Bretagne DO este situat la coordonatele 49°26′01″N 3°28′47″W / 49.4337°N 3.47983°V.

## Înființare
Situl Nord Bretagne DO a fost declarat arie de protecție specială avifaunistică în baza directivei 79/409 din 1979 referitoare la conservarea păsărilor sălbatice pentru a proteja 17 specii de animale.

## Biodiversitate
Situată în ecoregiunea atlantică, aria protejată nu include niciun habitat protejat.
La baza desemnării sitului se află mai multe specii protejate de  păsări (17): alca (Alca torda), Catharacta skua, Fulmarus glacialis, Hydrobates pelagicus, Larus argentatus, pescăruș sur (Larus canus), pescăruș negricios (Larus fuscus), Larus marinus, pescăruș-cu-cap-negru (Larus melanocephalus), pescăruș mic (Larus minutus), pescăruș râzător (Larus ridibundus), sula bassana (Morus bassanus), Puffinus puffinus, Puffinus puffinus mauretanicus, Rissa tridactyla, lup de mare mic (Stercorarius parasiticus), Uria aalge.
Pe lângă speciile protejate, pe teritoriul sitului au mai fost identificate 4 specii de mamifere.